# Canina
I canidi lupini (Canina, Fischer de Waldheim, 1817) sono una sottotribù di canini comprendenti le specie del genere Canis, i licaoni, i cuon, gli sciacalli africani e i loro parenti estinti come gli xenocioni, i cinoteri e gli enocioni.
I membri di questa sottotribù vengono distinti da due sinapomorfie: zigomi marcatamente arcuati dorsoventralmente e la presenza d'una seconda cuspide posteriore sul quarto premolare inferiore posizionato tra la prima cuspide posteriore e il cingolo. Si tratta del gruppo di veri cani più evoluti nella direzione dell'ipercarnivorismo e della taglia grossa. Tutti i canidi lupini condividono più o meno la stessa forma generale, essendo dotati d'un corpo gracile con arti relativamente lunghi adattati a rincorrere le prede. La coda è folta,  e la lunghezza e qualità del pelo varia a secondo della stagione. Con l'eccezione del licaone, ci sono cinque dita sulle zampe anteriori, ma il pollice è ridotto, non toccando mai il suolo. Le zampe posteriori dispongono di quattro dita, ma in certi cani domestici ci può anche essere un dito extra vestigiale.
Tendono essere più gregari degli altri canini; siccome i cuccioli nascono relativamente più piccoli e si maturano più lentamente, richiedono più aiutanti nel loro allevamento, portando coì alla formazione di un branco. Una conseguenza di tale organizzazione nelle specie più grandi è la capacità di lavorare in gruppo per abbattere prede di taglia grossa. La riproduzione viene generalmente monopolizzata da una femmina dominante.

## Tassonomia
Questo albero filogenetico è basato su una filogenia proposta nel 2005 in base al genoma mitocondriale delle specie odierne.
|  | Sciacalli africani |
|  |                    |

|  | Licaone                                                          |
|  |                                                                  |
|  | \| \| Cuon \| \| \| \| \| \| Cani, lupi, coyote ecc. \| \| \| \| |
|  |                                                                  |
|  | Cuon                                                             |
|  |                                                                  |
|  | Cani, lupi, coyote ecc.                                          |
|  |                                                                  |

|  | Cuon                    |
|  |                         |
|  | Cani, lupi, coyote ecc. |
|  |                         |

|  | Sciacalli africani |
|  |                    |

|  | Licaone                                                          |
|  |                                                                  |
|  | \| \| Cuon \| \| \| \| \| \| Cani, lupi, coyote ecc. \| \| \| \| |
|  |                                                                  |
|  | Cuon                                                             |
|  |                                                                  |
|  | Cani, lupi, coyote ecc.                                          |
|  |                                                                  |

|  | Cuon                    |
|  |                         |
|  | Cani, lupi, coyote ecc. |
|  |                         |

|  | Sciacalli africani |
|  |                    |

|  | Licaone                                                          |
|  |                                                                  |
|  | \| \| Cuon \| \| \| \| \| \| Cani, lupi, coyote ecc. \| \| \| \| |
|  |                                                                  |
|  | Cuon                                                             |
|  |                                                                  |
|  | Cani, lupi, coyote ecc.                                          |
|  |                                                                  |

|  | Cuon                    |
|  |                         |
|  | Cani, lupi, coyote ecc. |
|  |                         |

|  | Sciacalli africani |
|  |                    |

|  | Licaone                                                          |
|  |                                                                  |
|  | \| \| Cuon \| \| \| \| \| \| Cani, lupi, coyote ecc. \| \| \| \| |
|  |                                                                  |
|  | Cuon                                                             |
|  |                                                                  |
|  | Cani, lupi, coyote ecc.                                          |
|  |                                                                  |

|  | Cuon                    |
|  |                         |
|  | Cani, lupi, coyote ecc. |
|  |                         |

L'albero dimostrò che il gruppo è parafiletico, e gli sciacalli africani, tradizionalmente considerati membri del genere Canis, risultarono più basali del licaone e del cuon, ambedue considerati al di fuori del genere. Alcuni studiosi, di conseguenza, proposero di assegnare i due sciacalli africani a generi diversi: Schaeffia per C. adustus e Lupulella per C. mesomelas o Lupulella per ambedue. L'ultima proposta fu in seguito accettata dalla American Society of Mammalogists e dal ramo dell'Iucn dedicato ai canidi.

## Storia evolutiva
I canidi lupini ebbero origine nel Nordamerica, tra la fine del Miocene e l'inizio del Pliocene, dai sei ai cinque milioni di anni fa. La loro ascesa come predatori alfa coincise con l'estinzione dei borofagini. Una serie di specie ancestrali simili agli sciacalli odierni si diffuse in Nordamerica durante il Blancano inferioriore, inclusi Canis ferox, Canis lepophagus e altre specie non denominate. Nel frattempo, esemplari del genere Canis si erano già insediati in Europa durante il Neogene. L'espansione e la diversificazione di questi canidi continuò fino al Pleistocene, con numerose specie imparentate che emersero in Europa, Africa e Asia, tutte che mostravano un incrementale adattamento a una dieta sempre più ipercarnivora.
Il sequenziamento dell'intero genoma dei canidi lupini dimostrò che la stirpe che condusse al lupo grigio e al coyote ebbe origine da un'antica ibridazione tra un membro del genere Canis e una popolazione fantasma di canini imparentati con il cuon. Mentre i coyote si evolsero in Nordamerica, i loro antenati che non avevano mai lasciato il continente, i lupi grigi, i cuon e i licaoni emersero dall'Eurasia e dall'Africa, probabilmente sfruttando la nicchia ecologica lasciata vacante dall'estinzione delle iene corridori come il casmaportete.

## Conservazione
Il caberù è la specie più vulnerabile, con solo 500 esemplari divisi in sette piccole popolazioni sull'altopiano etiope. Il lupo grigio è stato sterminato in gran parte del suo areale negli Stati Uniti, il Messico e l'Europa occidentale, e la popolazione di licaoni consiste in solo 6.000 esemplari minacciati persino in zone protette, dove sono messi in difficoltà dalla concorrenza con le iene macchiate e i leoni. La situazione attuale del cuon è incerta, dal momento che la specie ha subito una riduzione notevole del suo areale.